# Tino Stefanoni
Tino Stefanoni (Lecco, 6 luglio 1937 – Lecco, 2 dicembre 2017) è stato un pittore e scultore italiano.

## Biografia
Dopo aver frequentato il liceo artistico della Scuola Beato Angelico, segue i corsi del Politecnico di Milano.
Nel 1967 consegue il suo primo riconoscimento, aggiudicandosi il Premio San Fedele, riservato a giovani pittori. Nel 1968 tiene la prima esposizione personale alla Galleria Apollinaire di Milano, con un saggio di Pierre Restany. Nel 1970 viene invitato al Padiglione Sperimentale della XXXV Biennale Internazionale d'Arte di Venezia. Da allora, le sue opere sono state esposte in numerose gallerie, musei e spazi pubblici.
Le prime opere sono superfici bianche a rilievo, espressioni del minimalismo concettuale, ispirate dall'atmosfera artistica milanese dell'epoca. L'artista le definisce "bolle di sapone", rimarcandone una componente originale che mescola realtà e fantasia. Disegna oggetti semplici: camice, matite, tenaglie, tubetti di colore, penne; isolandoli nello spazio e riducendoli a icone l'artista li rende immobili, osservandoli con stupore filosofico.
Partecipa al clima artistico degli anni '80, al citazionismo, pur non praticandolo in modo asettico, trasferendo nella pittura evocazioni e ricordi; dialogando con l'antico, con ironia e commozione. I suoi paesaggi semplificati, ricerche metafisiche, reali e virtuali assieme, si inseriscono lungo la strada tracciata da Carlo Carrà, ma facendo scomparire ogni traccia di realismo.
L'ultimo filone della sua produzione è fatto di sinopie, dove il colore viene quasi annullato su tavolozze bianche. La sua impronta artistica è di matrice concettuale, nella quale la pittura è un oggetto per la mente.

## Opere
- Immagini di alcune opere di Stefanoni, su tinostefanoni.com.